# قائمة الاستراتيجيات والمفاهيم العسكرية
هذه المقالة عبارة عن قائمة بالاستراتيجيات والمفاهيم العسكرية التي يتم التعرف عليها والمشار إليها بشكل عام. الاستراتيجيات العسكرية هي أساليب ترتيب ومناورة مجموعات كبيرة من القوات العسكرية أثناء النزاعات المسلحة.

## المفاهيم

### مفاهيم اقتصادية
- الرواتب - ادفع دائمًا لقواتك في الوقت المحدد.
- التكاليف غير المتكافئة - تأكد من أن تكلفة خسائر (أو أهداف) العدو أعلى على الأقل من حيث الحجم من تكاليف الهجوم.
- الميزانية مثل الأعمال التجارية - تأكد من وجود أموال وتدفقات إيرادات كافية لإنهاء الحرب.

### مفاهيم استراتيجية
- مركز الثقل (عسكري) - محور كل القوة والحركة التي يعتمد عليها كل شيء ، النقطة التي يجب توجيه جميع الطاقات إليها
- نقطة الذروة - النقطة التي لم تعد فيها القوة العسكرية قادرة على أداء عملياتها
- نقطة حاسمة-مكان جغرافي أو حدث رئيسي محدد أو نظام حرج أو وظيفة تسمح للقادة باكتساب ميزة ملحوظة على العدو والتأثير بشكل كبير على نتيجة الهجوم
- الدايم – فيل) - عناصر دبلوماسية القوة الوطنية, معلومات, الجيش, والاقتصاد, غالبا ما يتم تضمينها المالية, المخابرات, وإنفاذ القانون انظر منتصف العمر
- النفعية - الحرب هي مسألة وسائل-فون مولتك
- الضباب، الاحتكاك ، الصدفة-تتميز الحرب بالضباب والاحتكاك والصدفة
- الجسر الذهبي-لترك الخصم فرصة للانسحاب حتى لا يجبرهم على التصرف بدافع اليأس-صن تزو
- حساب التفاضل والتكامل الحديدي لمقاومة الحرب = يعني س ويل-كلاوزفيتز
- الصعود الأخلاقي - القوة الأخلاقية هي الورقة الرابحة لأي حدث عسكري لأنه مع تغير الأحداث ، تظل العناصر البشرية للحرب دون تغيير-دو بيق
- أودا لوب - يحدث صنع القرار في دورة متكررة من المراقبة-الشرق-اتخاذ القرار-الفعل. يمكن للكيان (سواء كان فردا أو منظمة) الذي يمكنه معالجة هذه الدورة بسرعة ، ومراقبة الأحداث التي تتكشف والتفاعل معها بسرعة أكبر من الخصم ، أن "يدخل" دورة قرار الخصم ويكتسب الميزة-بويد
- الطبيعة المتناقضة-طبيعة الإستراتيجية متناقضة ولا تتبع نمطا خطيا-لوتواك
- الغايات الإيجابية-إمكانية الاستفادة من بيئة أمنية جديدة لتهيئة الظروف للسلام على المدى الطويل
- الثالوث الأساسي- (1) العنف البدائي والكراهية والعداء ؛ (2) لعبة الصدفة والاحتمال ؛ و (3) عنصر خضوع الحرب للسياسة العقلانية – كلاوزفيتز
  - الثالوث الثانوي-الناس والجيش والحكومة-كلاوزفيتز
- مبادئ الحرب:
  - الهدف (توجيه كل عملية عسكرية نحو هدف محدد بوضوح وحاسم ويمكن تحقيقه)
  - الهجوم (الاستيلاء على المبادرة والاحتفاظ بها واستغلالها)
  - الكتلة (تركيز القوة القتالية في المكان والزمان الحاسمين)
  - اقتصاد القوة (تخصيص الحد الأدنى من القوة القتالية الأساسية للجهود الثانوية)
  - مناورة (ضع العدو في وضع غير مؤات من خلال التطبيق المرن للقوة القتالية)
  - وحدة القيادة (لكل هدف ، ضمان وحدة الجهد تحت قيادة قائد واحد مسؤول)
  - الأمن (لا تسمح أبدا للعدو بالحصول على ميزة غير متوقعة)
  - مفاجأة (ضرب العدو في وقت ، في مكان ، أو بطريقة غير مستعد لها)
  - البساطة (إعداد خطط واضحة وغير معقدة وأوامر واضحة وموجزة لضمان فهم شامل) - الجيش الأمريكي وزير الخارجية 3.0
- نهج النظم - تعمل الدول القومية مثل الكائنات البيولوجية المكونة من أنظمة منفصلة. وشملت هذه الأنظمة: القيادة ، والضروريات العضوية ، والبنية التحتية ، والسكان ، والحارس العسكري
- نقطة تحول - النقطة التي " يصبح فيها زخم التغيير لا يمكن إيقافه." - جلادويل
- فوكا - التقلبات وعدم اليقين والتعقيد والغموض تميز البيئة الاستراتيجية-الكلية الحربية للجيش الأمريكي
- عقيدة واينبرغر باول - يجب الإجابة على قائمة الأسئلة بالإيجاب قبل اتخاذ الولايات المتحدة للعمل العسكري:
  - هي مصلحة أمنية وطنية حيوية مهددة?
  - هل لدينا هدف واضح يمكن تحقيقه?
  - هل تم تحليل المخاطر والتكاليف بشكل كامل وصريح?
  - هل تم استنفاد جميع وسائل السياسة غير العنيفة الأخرى بالكامل?
  - هل هناك استراتيجية خروج معقولة لتجنب التشابك التي لا نهاية لها?
  - هل تم النظر في عواقب عملنا بشكل كامل?
  - هو العمل بدعم من الشعب الأمريكي?
  - هل لدينا دعم دولي واسع حقيقي?

## الاستراتيجيات

### الاستراتيجيات الدفاعية
- مناورة الملاكمة - إستراتيجية مستخدمة "للتدخل" وفرض هجوم من جميع الجوانب في وقت واحد
- نقطة الاختناق - استخدام للجغرافيا الإستراتيجية ، عادة في منطقة ضيقة ، بهدف تركيز العدو في منطقة محصورة حيث يمكن للمدافع زيادة قواته إلى أقصى حد
- دفاع في العمق - استراتيجية لتأخير تقدم المهاجمين بدلاً من منعه عن طريق شراء الوقت والتسبب في خسائر إضافية من خلال توفير مساحة بحيث يتم فقد زخم الهجوم ويمكن مهاجمة القوة المهاجمة على الأجنحة .
- دفاع مرن - استراتيجية لامتصاص ثم صد تقدم المهاجمين بمرونة من خلال مواقع قتالية متكاملة مخططة بعناية ، تم إتقانها من قبل الجيش الألماني في الحرب العالمية الأولى
- التحصين - هيكل دفاعي شبه دائم أو دائم يوفر الحماية المادية لوحدة عسكرية
- إستراتيجية فابيان - إنهاك العدو باستخدام حرب الاستنزاف والمباشرة ، مع تجنب المعارك الضارية أو الهجمات الأمامية . سمي على اسم Quintus Fabius Maximus Verrucosus في دفاعه ضد قرطاج. انظر الحرب الباهظة الثمن
- منطقة عسكرية - منطقة تسيطر عليها قوة عسكرية ، لأغراض إدارية وليس قتالية. يُعرف أيضًا باسم Wehrkreis باللغة الألمانية
- الأرض المحروقة - تدمير أي شيء قد يكون مفيدًا للعدو أثناء التراجع أو التقدم
- السلاحف - تعزيز مستمر للجبهة العسكرية حتى تصل إلى قوتها الكاملة ، ثم هجوم بالقوة المتفوقة الآن.
- الانسحاب - تراجع القوات مع الحفاظ على الاتصال بالعدو
- أرض مرتفعة - منطقة ذات تضاريس مرتفعة يمكن أن تكون مفيدة في القتال. يمكن أن توفر مزايا هيكلية لمواقع القوات والأسلحة التي يمكن رميها أو إطلاقها من الأعلى.

### استراتيجيات هجومية
- التفوق الجوي - درجة من التفوق الجوي حيث يكون للجانب سيطرة كاملة على القوة الجوية على القوات المعارضة. التحكم في الهواء هو المكافئ الجوي لقيادة البحر .
- حرب الاستنزاف - إستراتيجية إنهاك العدو إلى حد الانهيار من خلال الخسارة المستمرة للأفراد والمواد. تستخدم لهزيمة الأعداء ذوي الموارد المنخفضة والروح المعنوية العالية.
- الطعم والنزيف - لحث الدول المتنافسة على الانخراط في حرب استنزاف مطولة ضد بعضها البعض "حتى ينزف كل منهما الآخر الأبيض" ، على غرار مفهوم فرق تسد
- معركة الإبادة - الهدف من تدمير جيش العدو في معركة محورية واحدة مخططة
- Bellum se ipsum alet - إستراتيجية لتغذية ودعم جيش بإمكانيات الأراضي المحتلة
- Blitzkrieg - طريقة حرب حيث تخترق قوة مهاجمة ، يقودها تركيز كثيف من تشكيلات المشاة المدرعة والآلية أو الآلية مع دعم جوي قريب ، خط دفاع الخصم بهجمات قصيرة وسريعة وقوية ثم تخلع المدافعين باستخدام السرعة والمفاجأة لتطويقهم بمساعدة التفوق الجوي.[1]
- الحصار / الحصار / الاستثمار - محاولة لقطع الغذاء أو الإمدادات أو المواد الحربية أو الاتصالات عن منطقة معينة بالقوة ، وعادة ما يتم ذلك عن طريق البحر
- الإخلاء والسيطرة - استراتيجية لمكافحة التمرد يقوم فيها الأفراد العسكريون بتطهير منطقة من المسلحين أو المتمردين الآخرين ، ثم إبقاء المنطقة خالية من المتمردين مع كسب دعم السكان للحكومة وسياساتها.

## أنظر أيضا
- قائمة الشروط العسكرية المعمول بها
- قائمة التكتيكات العسكرية
- العلوم العسكرية
- استراتيجية عسكرية
- تكتيكات عسكرية
- تشكيل تكتيكي
- صن تزو وفن الحرب
- ستة وثلاثون حيلة

1. ↑  "blitzkrieg | Definition, Translation, & Facts". Encyclopedia Britannica (بالإنجليزية). Archived from the original on 2023-07-21. Retrieved 2020-02-25.

## روابط خارجية
- النظريات والمفاهيم الاستراتيجية

قالب:Military strategy